# Mycteria
Pour les articles homonymes, voir Tantale.
Genre
Le genre Mycteria comporte les quatre espèces de tantales.

## Liste des espèces
D'après la classification de référence (version 14.1, 2024) de l'Union internationale des ornithologues, il y a 4 espèces du genre Mycteria (ordre philogénique) :
- Mycteria americana (Linnaeus, 1758) — Tantale d'Amérique ;
- Mycteria ibis (Linnaeus, 1766) — Tantale ibis ;
- Mycteria leucocephala (Pennant, 1769) — Tantale indien ;
- Mycteria cinerea (Raffles, 1822) — Tantale blanc.